# 962

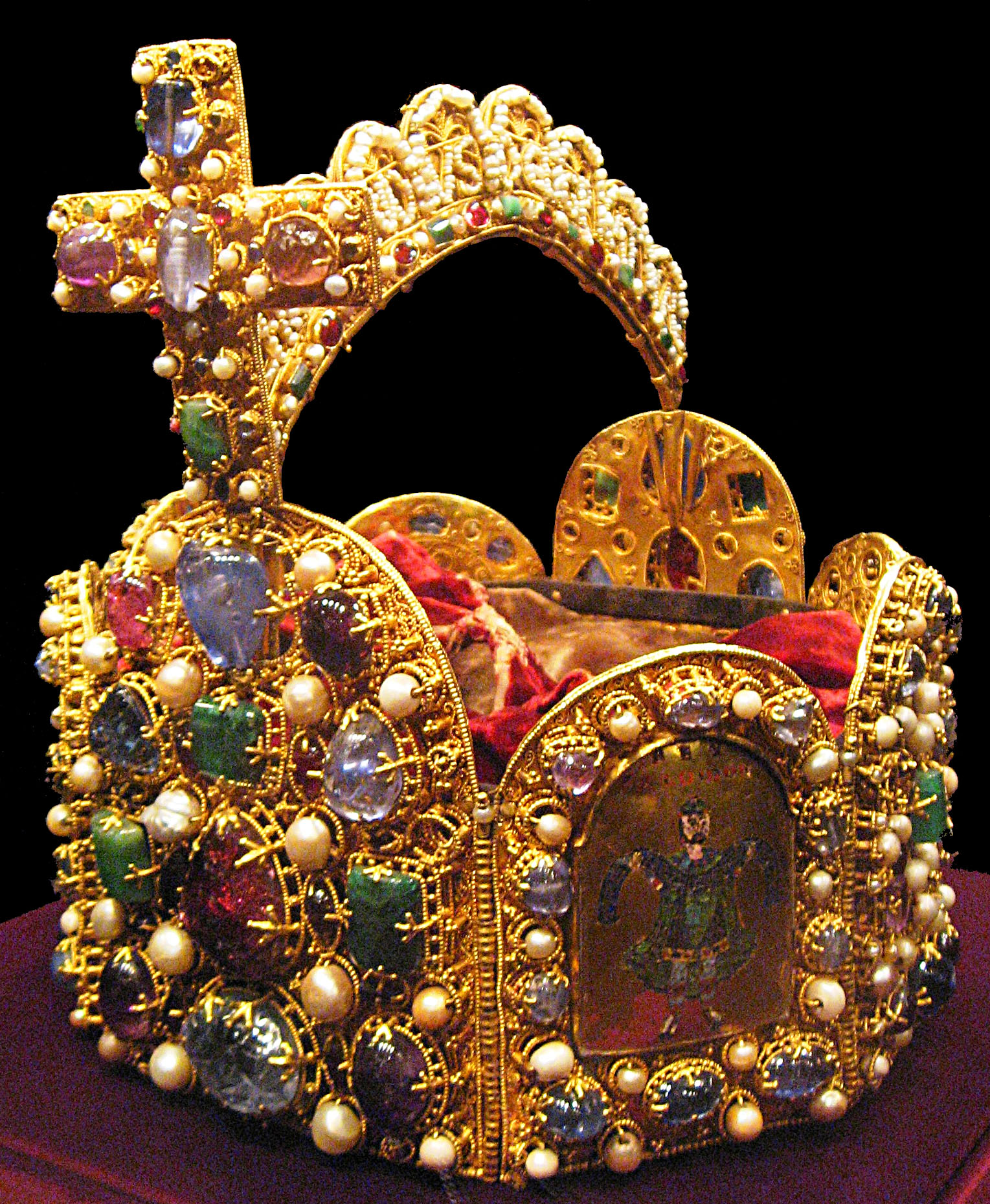
Koning Otto I ("de Grote") wordt gekroond met de keizerskroon van Karel de Grote.

Het jaar 962 is het 62e jaar in de 10e eeuw volgens de christelijke jaartelling.

## Gebeurtenissen

### Europa
- 2 februari - Koning Otto I ("de Grote") wordt door paus Johannes XII gekroond tot keizer (naar een voorbeeld van Karel de Grote) in de Oude Sint-Pietersbasiliek, waarmee er een einde komt aan de feodale anarchie van Rome. Otto's vrouw Adelheid wordt tot keizerin gezalfd; het Oost-Frankische Rijk en het Koninkrijk Italië worden verenigd in een gemeenschappelijk rijk, het Heilige Roomse Rijk.[1]
- 13 februari - Otto I ("de Grote") en Johannes XII ondertekenen het Diploma Ottonianum, waarmee Johannes XII wordt bevestigd als het spirituele hoofd van de Katholieke Kerk. Otto I erkent de seculiere controle over de Pauselijke Staat – door het domein uit te breiden over het Exarchaat Ravenna, met het hertogdom Spoleto en het hertogdom Benevento in Zuid-Italië.[2]
- 6 augustus - Willem I (of Taillefer), graaf van Angoulême, overlijdt en laat geen wettige erfgenamen na. Hij wordt opgevolgd door Arnold I – een zoon van Bernard van Périgord (neef van Willem). Hij krijgt het graafschap van Angoulême en Périgord toegewezen, waarmee hij de erfenis van zijn grootvader Wulgrin I (of Woulgrin) herenigt in het zuidwesten van Frankrijk.[3]
- 1 november - Boudewijn III ("de Jongere"), medegraaf van Vlaanderen, overlijdt aan de pokken tijdens een veldtocht in Normandië. De zonen van Adalolf I (Boudewijn's oom) komen in opstand en heroveren de gebieden die geannexeerd zijn door Arnulf I ("de Grote"). De vierjarige Arnulf II volgt zijn vader Boudewijn op als heerser van Vlaanderen met Arnulf I als regent.[4]
- Sancho II, graaf van Aragón, trouwt met Urraca Fernández, de weduwe van koning Ordoño III van León. Door zijn huwelijk met Urraca zijn er nu familiale verbintenissen tussen Aragón en Castilië.

### Engeland
- Koning Indulf ("de Agressor") overlijdt na een regeerperiode van 8 jaar. Hij wordt gedood tijdens de gevechten tegen plunderende Vikingen in de omgeving van Cullen. Indulf wordt opgevolgd door zijn neef Dubh (of Dub mac Maíl Coluim) als heerser van Schotland.[5]
- Koning Edgar I ("de Vreedzame") verleent in ruil voor hun trouw juridische autonomie aan de noordelijke Engelse edelen van de Danelaw.

### Religie
- De gemeente Destelbergen wordt aan de Sint-Pietersabdij van Gent geschonken door Wichman IV, graaf van Hamaland.

## Geboren
- Bernard Rogier, graaf van Foix en Couserans (overleden 1034)
- Edward II ("de Martelaar"), koning van Engeland (overleden 978)
- Godfried van Brionne, graaf van Eu en Brionne (overleden 1015)
- Otto Willem, graaf en hertog van Bourgondië (overleden 1026)

## Overleden
- 26 april - Adalbero I, bisschop van Metz (r. 929 - 954)
- 6 augustus - Willem I, graaf van Angoulême (r. 916 - 962)
- 1 november - Boudewijn III, graaf van Vlaanderen (r. 958 - 962)
- Artald (of Artaud), aartsbisschop van Reims (r. 948 - 962)
- Gosselinus van Toul, prins-bisschop van Toul (r. 922 - 962)
- Indulf ("de Agressor"), koning van Schotland (r. 954 - 962)
- Ordoño IV ("de Slechte"), koning van León (r. 958 - 960)